# Natać Mała
Natać Mała (deutsch Klein Nattatsch, 1938 bis 1945 Kleinseedorf) ist ein kleiner Ort in der polnischen Woiwodschaft Ermland-Masuren und gehört zur Gmina Nidzica (Stadt- und Landgemeinde Neidenburg) im Powiat Nidzicki (Kreis Neidenburg).

## Geographische Lage
Natać Mała liegt am Nordostufer des Omulef-Sees (polnisch Jezioro Omulew) im Südwesten der Woiwodschaft Ermland-Masuren, 19 Kilometer nordöstlich der Kreisstadt Nidzica (deutsch Neidenburg).

## Geschichte
Gegründet wurde Nattatsch – erst nach 1883 Klein Nattatsch genannt – im Jahre 1702 und bestand lediglich aus ein paar kleinen Höfen. Zwischen 1874 und 1945 war der Ort in den Amtsbezirk Hartigswalde (polnisch Dłużek) im ostpreußischen Kreis Neidenburg eingegliedert. 50 Einwohner waren 1910 in Klein Nattatsch registriert, 1933 waren es 45.
Am 3. Juni – amtlich bestätigt am 16. Juli – 1938 wurde Klein Nattatsch aus politisch-ideologischen Gründen der Abwehr fremdländisch klingender Ortsnamen in „Kleinseedorf“ umbenannt. Die Einwohnerzahl belief sich 1939 auf 40.
In Kriegsfolge wurde 1945 das gesamte südliche Ostpreußen an Polen überstellt. Kleinseedorf erhielt die polnische Namensform „Natać Mała“ und ist heute eine Ortschaft innerhalb der Gmina Nidzica (Stadt- und Landgemeinde Neidenburg) im Powiat Nidzicki (Kreis Neidenburg), bis 1998 der Woiwodschaft Olsztyn, seither der Woiwodschaft Ermland-Masuren zugehörig. Natać Mała zählte 2011 17 Einwohner.

## Kirche
Bis 1945 war Klein Nattatsch/Kleinseedorf in die evangelische Kirche Kurken (polnisch Kurki) in der Kirchenprovinz Ostpreußen der Kirche der Altpreußischen Union sowie in die römisch-katholische Kirche Wuttrienen (Butryny) im Bistum Ermland eingepfarrt.
Heute gehört Natać Mała kirchlich zu Jabłonka (Jablonken, 1938 bis 1945 Seehag): die dortige evangelische Gemeinde ist eine Filialgemeinde der Pfarrei Nidzica (Neidenburg) in der Diözese Masuren der Evangelisch-Augsburgischen Kirche in Polen, und die dortige katholische Kirche ist eine Filialkirche der Pfarrei Łyna (Lahna) im jetzigen Erzbistum Ermland.

## Verkehr
Natać Mała ist auf einer Nebenstraße von Natać Wielka (Groß Nattatsch, 1938 bis 1945 Großseedorf) zu erreichen. Eine Anbindung an den Bahnverkehr besteht nicht.